# Клан Комін

Гребінь клану Комін.

Герб вождів клану Комін.

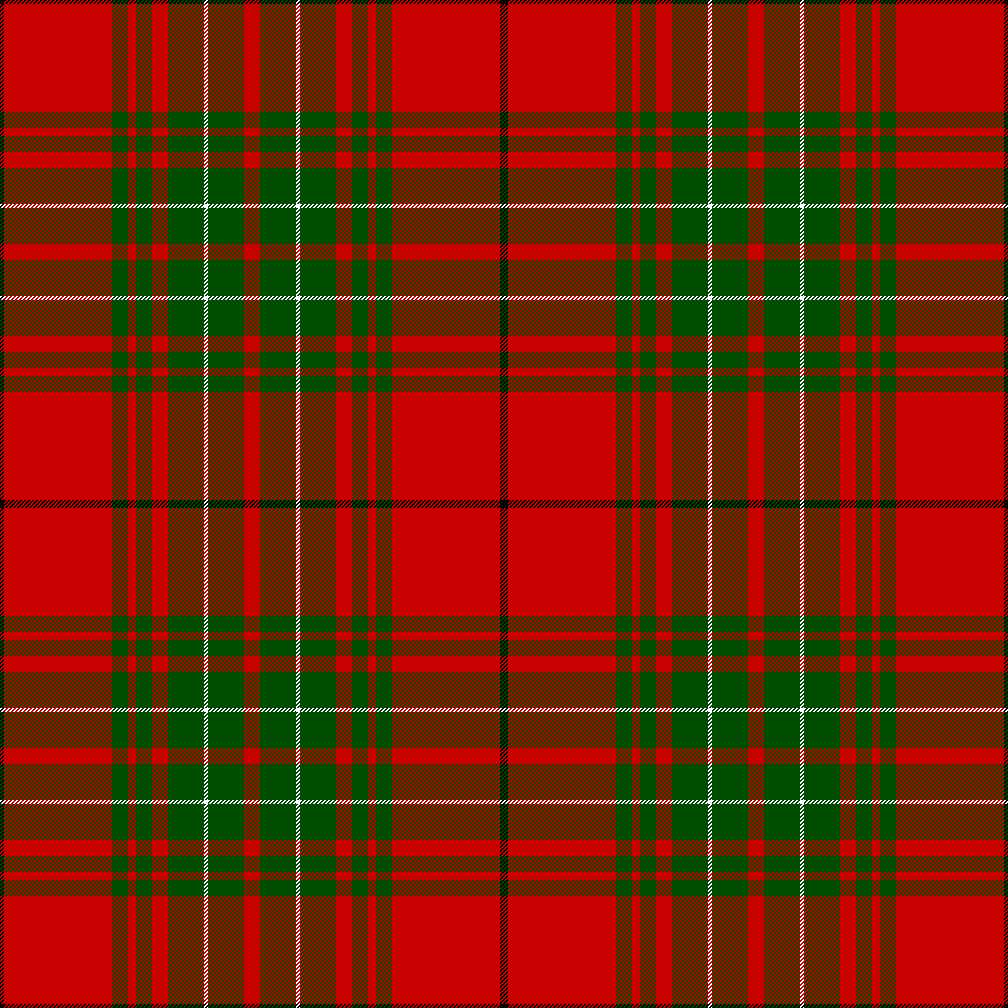
Тартан клану Комін.

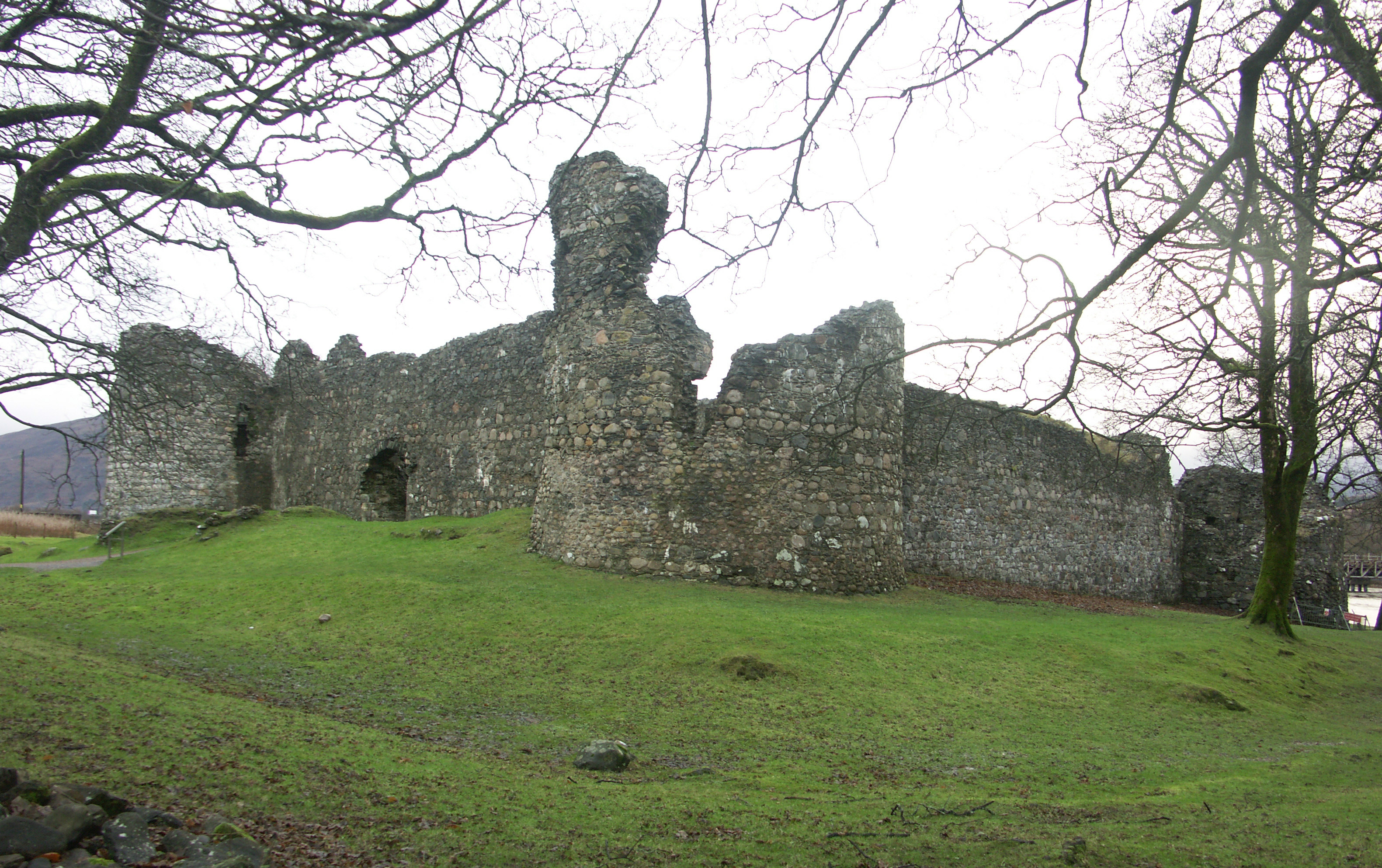
Руїни замку Інверлохі.

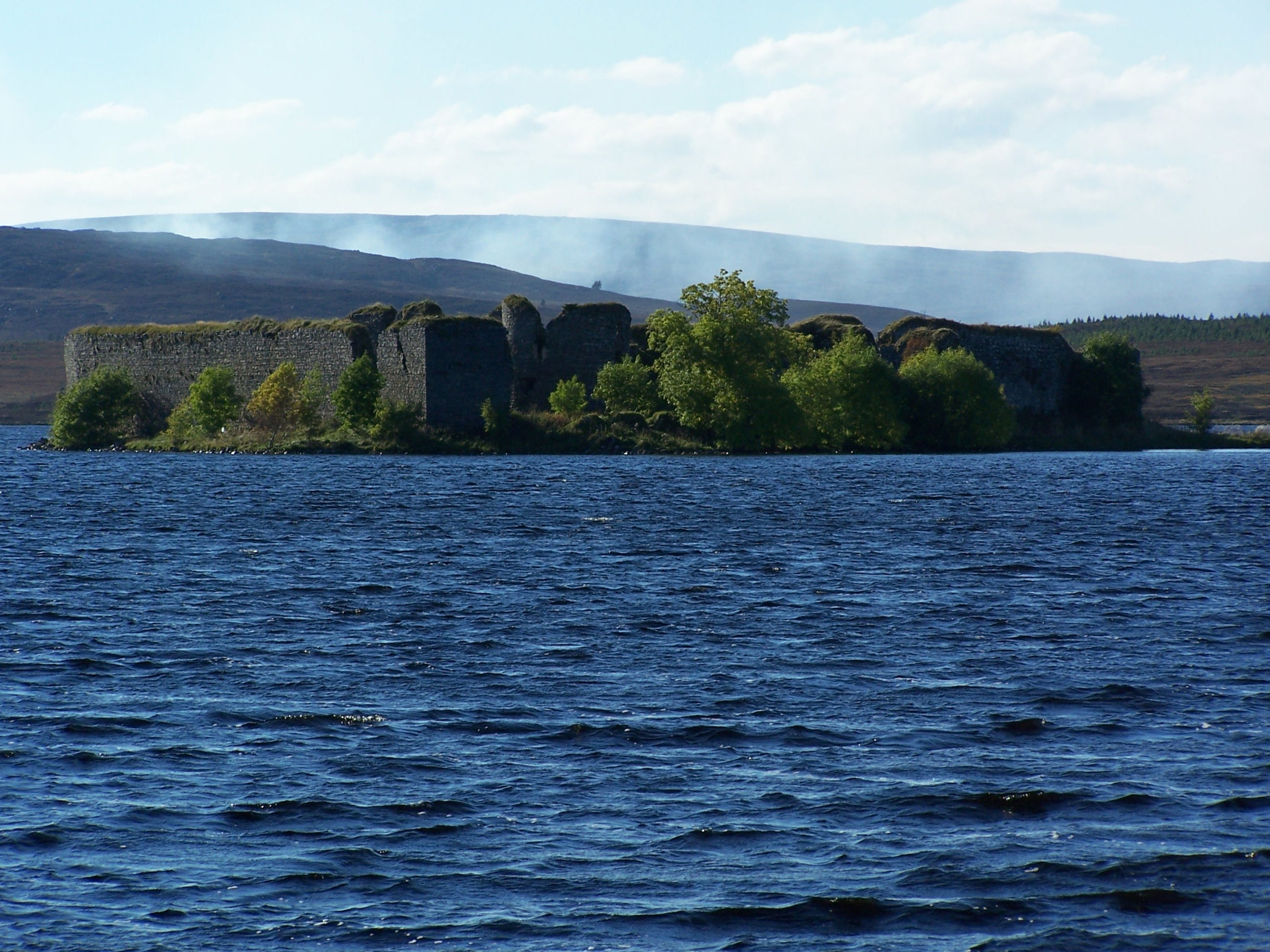
Руїни замку Лохіндорб.

Клан Комін (шотл. - Clan Cumming, Clan Comyn, гельск. - Clan Cuimean) - клан Камін, клан Куймен - один з кланів Шотландії. Володів землями як в рінинній частині Шотландії - Лоуленді, так і в гірській частині Шотландії - Гайленді. Колись клан Комін був одним з найсильніших кланів Шотландії, але потім занепав в результаті війн кланів. Клан ворогував з королівським кланом Брюс. 
Гасло клану: Courage - Мужність
Бойовий клич клану: An Cuimeanach! An Cuimeanach! - Ан Куйменах! Ан Куйменах! (Кличний відмінок назви клану гельською мовою)
Бойова пісня: Chad's bhios maide anns a' choill cha bhi foill an Cuimeanach - Крізь лісові хащі швидко йдуть загони Куйменахів (гельск.)
Основні землі клану: Баденох
Символи клану: гілка верби попелястої («котики»), кмин, лев
Музика клану: Willie Cumming's Rant - Віллі Комін Рант
Вождь клану: Сер Олександр Алайстайр Перроуз Комін Алтайр (шотл. - Sir Alexander "Alastair" Penrose Cumming Altyre)
Історичні резиденції вождів клану: Замок Лохіндорб (гельск. - Lochindorb Castle), замок Інверлохі (гельск. - Inverlochy Castle)
Союзні клани: Воллес, МакДугалл, МакДавелл, Сінклер, Максвелл, Гей
Ворожі клани: Брюс, Макінтош, Грант

## Історія клану Комін

### Походження клану Комін
Як і багато інших вождів шотландських кланів предки вождів клану Комін прийшли в Шотландію в часи короля Шотландії Давида І. Вожді клану Комін є або норманського або фламандського походження. Назва клану, можливо, походить від назви населеного пункту Боск-Бенара-Комін недалеко від Руана в Нормандії. Інша гіпотеза походження назви клану Комін походить від назви селища Комін поблизу Лілля у Франції. 
Річард Комін - племінник Вільяма Коміна, канцлер короля Давида утвердив клан Комін в Шотландії. Його син - Вільям Комін одружився з Марджорі - графинею Б'юкен. Мати Вільяма - Гекстільда - онучка короля Шотландії Дональда III. Його син Волтер Комін - став лордом Баденох. Замок Рутвен, що належав тоді клану Комін, контролював проходи в гори Моунт, Драмохтер, Мінігайг. Титул лорда перейшов до його племінника Джона І Коміна. Цей Джон Комін був першим лордом, що став відомим як Червоний Комін. Він був нащадком Вільяма Коміна, отримав титул граф Бухан, першою його дружиною була Сара Фіз Х'ю (шотл. - Sarah Fiz Hugh).
Вожді клану Комін стали лордами Лохабер. У 1270 - 1280 роках вони збудували замок Інверлохі. 

### Джон Чорний Комін
Сином Джона І Коміна був Джон II Комин - лорд Баденох, відомий як Джон Чорний Комін. Він був претендентом на трон Шотландії, посилаючись на походження від короля Шотландії Дональда III (Дональд Бане). Джон став одним з шести опікунів трону Шотландії після смерті короля Олександра III в 1286 році. Вони служили регентами при королеві Маргариті Норвезькій до того часу як народиться і стане повнолітнім спадкоємець трону. Але вона так і не правила Шотландією -  померла по дорозі. Король Англії Едуард I Довгоногий вирішив втрутитись і використавши ситуацію захопити Шотландію. Своєю тимчасовою маріонеткою він вирішив поставити в Шотландії Джона Балліола. Джон Комін одружився з Елеонорою Балліол - дочкою Джона I де Балліола. Цей шлюб відбувся десь між 1270 і 1283 роками. Чорний Комін помер у замку Лохіндорб у 1303 році. Цей замок був побудований кланом Комін в XIII столітті. 

### Джон Червоний Комін
Сином Чорного Коміна був Джон III Червоний Комін - лорд Баденох. Цей Джон Комін був нащадком королів Дональда III і Девіда I, а його бабуся по материнській лінії була Деворгвілла з Голлуей - дочка Маргарити Гантінгдон. Джон Комін одружився з Джоан де Валанс. У цей час виникли дві основних гілки клану Комін - лорди Баденох Комін і графи Б’юкен Комін. 
Клан Комін контролював основні ключові замки Шотландії, основні лінії зв’язку і дороги, особливо в північній - гірській Шотландії. Влада клану Комін простягалась від замку Інверлохі на заході, до замку Слайн на сході. Між цими двома замками були замки союзників клану Комін та замки, які контролював клан Комін - це замки Рутвен, Лохіндорб, Блер, Балвені, Дундарг, Кайрнбулг, Реттрей. Замки клану Комін контрольовали важливі проходи в північній та західній гірській Шотландії, особливо в місцевості Тай. Третя гілка клану Комін контролювала Кілбрайд, південну та центральну Шотландію. Вони володіли замками Кіркінтіллох в Думбартонширі, Далсвінтон в Нітсдейлі, Кругглетон в Голловей, Бедрул, Скесбург у Роксбургширі, Кілбрайд у Східному Кілбрайді. Крім своїх власних володінь - земель і замків, клан Комін контролював низку королівських замків через спадкових шерифів в замках Дінгвалл, Банф, Вігтаун. На початку 1290 років клан Комін почав контролювати ще й королівські замки Абердин, Джедбург, Керкубрі, Клуні, Далл, Брідебург. 
Клан Комін посилив свій вплив в Шотландії в результаті шлюбів з родичами графів Марр, Росс, Ангус, Страхерн, Файф, з родичами вождів кланів МакДугалл, Маррей, Балліоль, Мовбрай, Умфравілл, Соул. Іншими важливими союзниками клану Комін були клани Грем, Фрейзер, Сінклер, Хейн, Воват, Лохер, Максвелл, Гей. 
Давня влада клану Комин Клану полягала також в тому, що люди клану Комін тривалий час володіли посадою юстиціарія Шотландії - в ті часи найбільш важливою державною посадою в Шотландії. Три лорда Комін, лорди Баденох, графи Б’юкен були юстиціаріями Шотландії протягом 60 шести років між 1205 і 1304 роками. 
Після захоплення Шотландії Англією і низки принижень шотландців з боку короля Англії Едуарда І Довгоногого шотландці повстали. Джон III Комін - лорд Баденох - відомий як Джон Червоний Комін був одним з лідерів боротьби за незалежність Шотландії. З початком війни між Англією та Шотландією, Джон III Комін, його батько, і його двоюрідний брат, граф Бухан перетнули кордон і атакували Карлайсл 26 березня 1296 року. Захистив короля Англії Едуарда I Довгоногого Роберт Брюс - граф Каррік, батько майбутнього короля Шотландії.
Джон Комин став найпотужнішим політичним і військовим лідером повстання за незалежність Шотландії в 1302 - 1304 роках. Він повів шотландську армію проти англійської армії на битву під Рослін. Англійська армія значно перевищувала шотландську. Битва відбулась 23 лютого 1303 року - Джон Комін переміг. Але багато хто з союзників Джона Червоного Коміна вирішили помиритися з королем Англії Едвардом I, і тому Джон змушений був вести переговори з королем Англії Едуардом I  в Стратфорді 9 лютого 1304 року. 
10 лютого 1306 року Джон Комін - лорд Баденох зустрівся з Робертом Брюсом в церкві францисканців Дамфріс. Між Джоном Коміном та Робертом Брюсом відбувся конфлікт в результаті якого Роберт Брюс вбив Джона Коміна прямо в церкві. Причиною конфлікту було в першу чергу суперництво на трон і корону Шотландії. Обидва лідери звинуватили один одного в зраді. Сер Роберт Комин - дядько вождя клану був убитий, захищаючи свого племінника. Титули вождів клану Комін, зокрема лорд Баденох та граф Бухан були конфісковані короною. 
Джон Комин - син Джона Коміна був переможений Робертом Брюсом в бою. Вождь клану Комін втік, потім приєднався до англійців, загинув у битві під Баннокберн у 1314 році. Всі надії клану Комін повернути собі владу і корону Шотландії зникли в результаті битви під Баннокберн. Адомар Комін - син Джона Коміна помер два роки по тому і він був останнім з лінії Баденох. Землі Баденох були конфісковані і передані клану МакФерсон, що підтримував Роберта Брюса. Падіння гілки Комін Баденох вибили клан Комін з політики Шотландії, але інші гілки клану Комін продовжували процвітати. Лідерство в клані перейшло до гілки Комін Алтайр. 

### XV - XVII століття - війни кланів
На початку XV століття клан Комін став кланом Хайленду - клан втратив свої володіння в рівнинній частині Шотландії. Клан Комін і після свого розгрому продовжував відігравати важливу роль в житті таких областей Шотландії як Баденох, Страхспей, Абердиншир. У XV - XVI століттях клан Комін брав участь у кривавих війнах кланів, зокрема клан Комін воював з кланами МакФерсон, Шоу, Броді за землі Найрнширу. У 1550 році Олександр Броді - вождь клану Броді та 100 інших людей з клану Броді були засуджені як заколотники за напад на землі клану Комін Алтайр. 
У 1424 році клан Комін захопив деякі землі клану Макінтош, зокрема землі Майкл-Геддес, Райт. Але клан Макінтош помстився - Малколм Макінтош багато людей з клану Комін віддав мечу. У відповідь клан Комін напав за землі Мой клану Макінтош і безуспішно намагався знищити людей клану Макінтош на острові Мой. Крива війна закінчилась тим, що клани вирішили помиритися. Свято примирення відбулася в замку Райт, що належив клану Комін, але під час свята люди клану Макінтош несподівано вихопили зброю і повбивали своїх господарів. 
У 1594 клан Комін підтримав графа Хантлі - вождя клану Гордон. Тоді вони разом з кланом Камерон у битві під Гленлівет перемогли графа Аргайл - вождя клану Кемпбелл. В той час клан Кемпбелл підтримали клани конфедерації Хаттан - Макінтош, Маррей, Форбс. 
У XVI - XVII століттях люди з клану Комін були відомі своїми музичними талантами. Вони служили спадковими волинщиками і скрипалями у лердів Грант з клану Грант. 

### XVIII - XX століття
Багато людей з клану Комін змушені були залишити Батьківщину і шукати кращої долі в інших країнах. Спочатку вони переселялися в Ірландії та Уельс, потім мігрували в Америку, Канаду, Австралію, Нову Зеландію, Південну Африку. У місцях нових поселень виникли багато нових варіанів напису назви клану, зокрема в Ірландії виник варіант напису назви клану О’Комін. 

## Відомі люди клану Комін
- Роберт де Комін (пом. 1069) - засновник клану Комін.
- Вільям де Комін (пом. 1159) - єпископ Даремський (1141 — 1443) - лорд-канцлер Шотландії (1147 — 1150), один из двох синів Роберта де Коміна.
- Річард Комін (пом. 1179 або 1182) - юстиціарій Лотіану, племінник Вільяма де Коміна.
- Вільям Комін (1163 — 1233) - юстиціарій Шотландії (1205 — 1233) - І лорд Баденох (1229 — 1233), син Ричарда Коміна.
- Волтер Комін (пом. 1258) - лорд Баденох (1233 — 1258), де-юре граф Ментейт та граф Б’юкен, сын Вільяма.
- Олександр Комін (пом. 1289) - граф Б’юкен (1244 — 1289), юстиціарій Шотландії (1258 — 1289), звідний брат Волтера.
- Джон I Комін (близько 1215 — 1277) - лорд Баденох (1258 — 1277), син Річарда Коміна та онук Вільяма Коміна - І лорда Баденох.
- Джон II Комін - Джон Комін «Чорний» (пом. 1302) - лорд Баденох (1277 — 1302), син Джона I Коміна.
- Джон III Комін - Джон Комін «Червоний» (пом. 1306) - лорд Баденох (1302 — 1306), син Джона II Коміна.

## Замки клану Комін
- Замок Інверлохі (шотл. - Inverlochy Castle) - історична резиденція вождів клану Комін,  за милю на північний схід від Форт-Вільям, руїни, збереглись круглі вежі на кожному розі замку, найбільша вежа називається Вежа Комін. Землі і замок були втрачені кланом комін і перейшли у власність клану Гордон та лордів Хантлі.
- Замок Лохіндорб (шотл. - Lochindorb Castle) - історична резиденція вождів клану Комін, біля Грантаун-на-Спей, належав клану комін ще в XIII столітті, замок відвідав король Англії Едуард I Довгоногий в 1303 році. Пізніше замок перейшов до клану Стюарт.
- Замок Дунфайл (шотл. - Dunphail Castle) - у декількох милях на південь від Форрес, Морея, був власністю клану Комін, був обложений у 1330 році, і в результаті Алістер Коміна з чотирма своїми людьми були захоплені після спроби покинути замок, щоб знайти їжу. Вони були обезголовлені, а їхні голови жбурнули на стіни зі словами: «Ось вам яловичина для ваших баннок (шотландського печива)» П'ять обезголовлених скелетів потім знайшли і поховали біля замку. Гарнізон замку також намагалися втекти, але всі були вбиті. Повідомляється, що в цьому замку неодноразово бачили привидів людей, що були вбиті в ті часи. Землі і замок потім перейшли до клану Данбар. Будинок на території замку був побудований у 1828 році архітектором Вільямом Плейфером.
- Замок Балвені (шотл. - Balvenie Castle) - Морея, належав клану Комін, але потім був захоплений Робертом Брюсом і переданий клану Дуглас.
- Замок Барф (шотл. - Banff Castle) - Абердиншир.
- Замок Бедрул (шотл. - Bedrule Castle) - Шотландське Прикордоння, замок відвідував король Англії Едвард І Довгоногий в 1298 році.
- Замок Блер (шотл. - Blair Castle) - Пертшир.
- Замок Кадзов (шотл. - Cadzow Castle) - Гамільтон, Південний Ланаркшир.
- Замок Грант (шотл. - Castle Grant) - Інвернесс.
- Замок Рой (шотл. - Castle Roy) - поблизу Грантаун-на-Спей.
- Замок Комін (шотл. - Comyn's Castle) - недалеко від Східного Кілбрайду.
- Замок Далсвінтон (шотл. - Dalswinton Castle) - Дамфріс.
- Замок Делгаті (шотл. - Delgatie Castle) - Абердиншир.
- Замок Дундарг (шотл. - Dundarg Castle) - Абердиншир.
- Замок Еллон (шотл. - Ellon Castle) - Абердиншир.
- Замок Інхталла (шотл. - Inchtalla Castle) - Стірлінгсхайр.
- Замок Кіркінтіллох (шотл. - Kirkintilloch Castle) - Ланаркшир.
- Замок Мережева - замок Майнс (шотл. - Mains Castle) - біля Східного Кілбрайду, замок захопив клан Лінд сей у 1382 році.
- Замок Старий Слайн (шотл. - Old Slains Castle) - Абердиншир.
- Замок Райт (шотл. - Rait Castle) - Наїм.
- Замок Рутвен (шотл. - Ruthven) - біля Кінгуссі.
- Замок Аркарт (шотл. - Urquhart Castle) - біля Інвернесс.

## Септи клану Комін
- Bad(d)enoch
- Buchan
- Boghan
- Chaney(ay)
- Chesney
- Cheyne(y)
- Coman
- Common(s)
- Comins
- Comyn(s)
- Cowman(s)
- Cummin(s)
- Cummings
- Landrum
- Lendrum
- MacCheine
- MacCheyne(y)
- MacChesnie
- MacCummin(s)
- MacCumming(s)
- MacNiven(s)
- MacSkimman(on)
- Niven(son)
- Nivison
- Russell
- Skimman(on)

## Гілки клану Комін
- Комін - лорди Баденох - давні вожді
- Комін - графи Бухан
- Комін Алтайр - нинішні вожді
- Комін Калтер
- Комін Інверлохі
- Комін Логі
- Комін Регулас